# Eduard Ihlée
Johann Eduard Ihlée (* 22. Oktober 1812 in Kassel, Königreich Westphalen; † 15. Februar 1885 ebenda, Hessen-Nassau) war ein deutscher Historien- und Porträtmaler der Düsseldorfer Schule.

## Leben
Eduard Ihlée war ein Sohn des Handelsmannes Ernst Philipp Ihlée und der Eleonore Marie, geb. Hunneus. Nachdem Eduard Ihlée ein Studium an der Kunstakademie Kassel unter dem Maler Friedrich Wilhelm Müller (1801–1889) begonnen hatte, wechselte er 1836 an die Kunstakademie Düsseldorf, wo der Historienmaler Wilhelm Schadow sein Lehrer wurde. 1837 reiste er nach Rom. Dort beteiligte er sich 1838 und 1839 an den „Cervarofesten“ der Ponte-Molle-Gesellschaft und blieb bis 1842. In Rom traf er den Historienmaler Andreas Müller, der ihn – wie schon ihr gemeinsamer Lehrer Schadow – im Sinne nazenenischer Kunstauffassung inspirierte. In Frankfurt am Main wurde Ihlée anschließend Schüler von Philipp Veit. Bei längeren Aufenthalten in Italien und besonders in Rom, die im Zeitraum 1853–1871 stattfanden, zeichnete er Kopien einer Vielzahl von Gemälden alter Meister, die in den 1880er Jahren für die Neue Galerie Kassel angekauft wurden. 1872, nach seiner Rückkehr aus Italien, wurde er Lehrer an der Kunstakademie Kassel, ab 1875 dort Professor.
Eduard Ihlée blieb zeit seines Lebens Junggeselle.

## Werke (Auswahl)

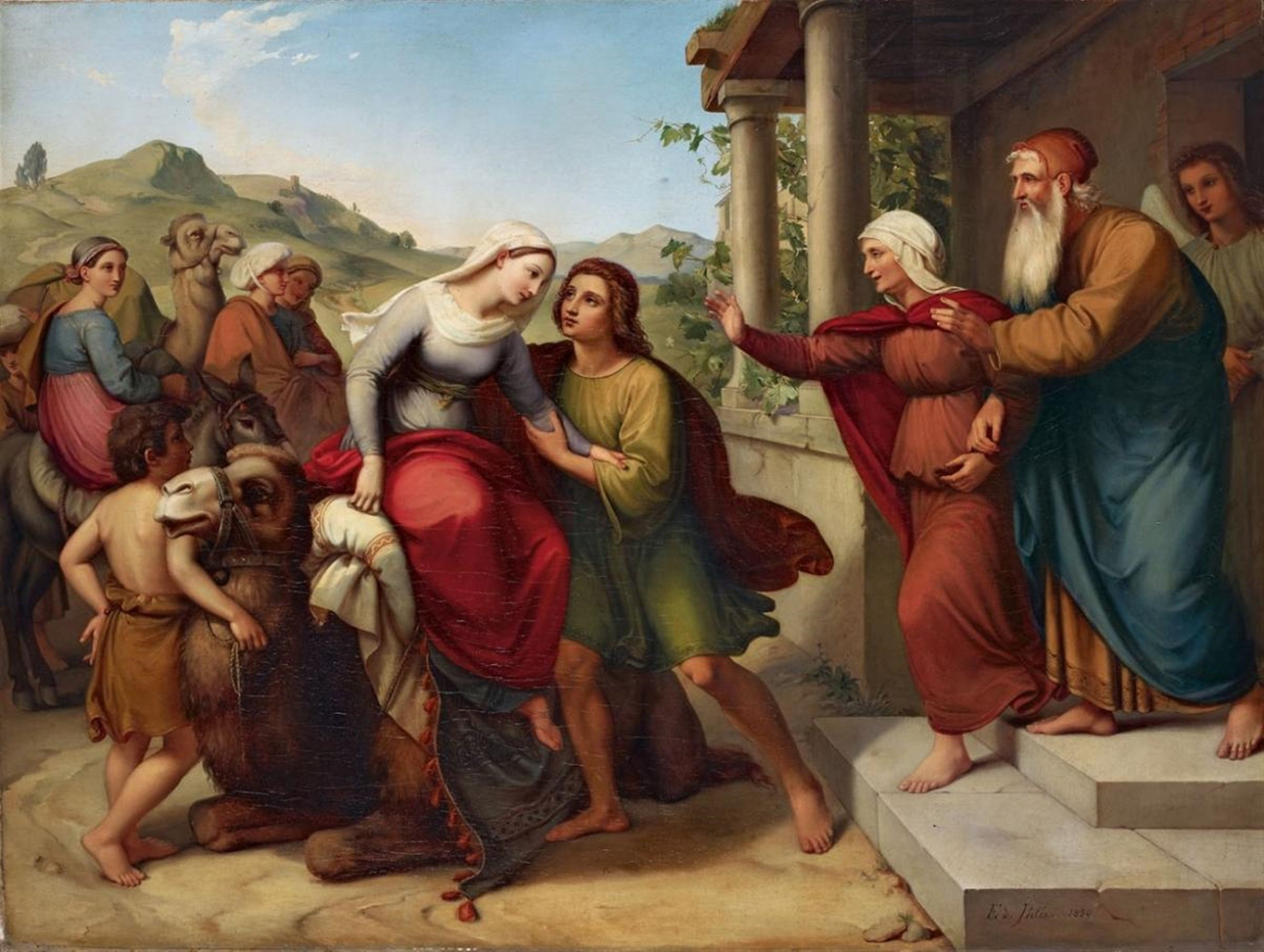
Saras Ankunft im Hause Tobia, 1839

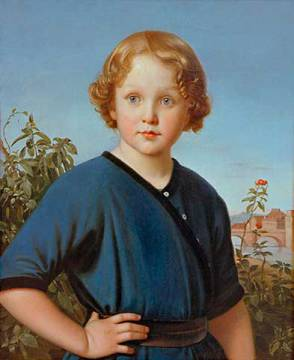
Knabenbildnis aus der Sammlung der Neuen Galerie, um 1840

- Die Hl. Elisabeth, an Arme Gaben verteilend, 1836
- Saras Ankunft im Hause Tobia, 1839
- Knabenporträt, um 1840[5]
- Philipp Veit und seine Ehefrau, 1844, Doppelbildnis, zusammen mit Alfred Rethel und Karl Ballenberger
- Heinrich IV., 1845, Gemälde im Auftrag des Kunstvereins für die Rheinlande und Westfalen für die Ausgestaltung des Kaisersaals im Frankfurter Römer
- Ludwig der Heilige von Frankreich gründet das Hospital von Compiègne, 1846[6]
- Bildnis des Frankfurter Kaufmannsehepaares Knobloch, 1851, Deutsches Historisches Museum[7]
- Der Evangelist Matthäus, 1869, Bibliotheca Hertziana, Rom
- Johannes der Evangelist, 1869, Bibliotheca Hertziana, Rom[8]
- Wanderer vor einer Kreuzwegstation in Olevano bei Rom